# Dokhar Shabdrung Tshering Wanggyel
| Tibetische Bezeichnung                                             |
| ------------------------------------------------------------------ |
| Tibetische Schrift: མདོ་མཁར་ཚེ་རིང་དབང་རྒྱལ་                            |
| Wylie-Transliteration: mdo mkhar zhabs drung tshe ring dbang rgyal |
| Chinesische Bezeichnung                                            |
| Vereinfacht: 多卡夏仲•才仁旺杰                                     |
| Pinyin:Duoka Xiazhong Cairen Wangjie                               |

Dokhar Shabdrung Tshering Wanggyel (tib. mdo mkhar zhabs drung tshe ring dbang rgyal; geb. 1697; gest. 1763) war ein tibetischer Gelehrter, Autor und Politiker. Er diente unter mehreren Regimen während der tumultartigen Ära der ersten Hälfte des 18. Jahrhunderts. Tshering Wanggyel galt als rechte Hand und Freund Pholhanes (pho lha nas), der Tibet von 1728 bis zu seinem Tod im Jahr 1747 praktisch beherrschte, und war auch dessen Biograph (1733).
Er wurde in eine Adelsfamilie geboren. Im Alter von fünfzehn Jahren ging er zum Studium ins Mindrölling-Kloster. Er war lange Zeit Kalön (bka' blon "Minister") der Ganden-Regierung. Neben seiner Beamtentätigkeit war er auch ein herausragender Gelehrter, der mehrere herausragende literarische Werke schrieb.
Sein literarisches Werk gzhon nu zla med kyi gtam rgyud gilt als der erste tibetische Roman.
Er ist Verfasser einer wichtigen Autobiographie, der Biographie des Kalön (bka' blon rtogs brjod), die er 1762, ein Jahr vor seinem Tod, abschloss.

## Werke

### Autobiographie

#### Ausgaben
- Nationalitätenverlag Sichuan, Chengdu, Oktober 1981. 139 pp. M10140.33. (basierend auf dem Druck aus dem Jahr 1762)

##### Übersetzungen

###### Chinesisch
- Xizang renmin chubanshe, Lhasa, August 1986 (aus dem Tibetischen übersetzt von Zhou Qiuyou und zusammengestellt von Chang Fenxuan)

### Pholhane-Biographie
Siehe Hauptartikel Pholhane-Biographie (mi dbang rtogs brjod; chin. Poluonai zhuan 颇罗鼐传)

### Gzhon nu zla med kyi gtam rgyud
- Nationalitätenverlag, Peking, 1957
- Xizang renmin chubanshe, Lhasa, 1979

#### Übersetzungen

##### Chinesisch
- Qinghai renmin chubanshe 青海人民出版社 1984

##### Englisch
- Beth Newman (ed. and trans.): The Tale of the Incomparable Prince. New York: Harper 1997 (vgl. thlib.org: The Tibetan Novel and Its Sources)

### Weitere
- (chin.) Shuangyu duizhao Fo benzhuan《双语对照佛本传》 -  Fan-Tang cidian 梵藏辞典 Xenor Darme, ein Tibetisch-Sanskrit-Wörterbuch (Ne-bar-mkho-bai-legs-sbyar-gyi-skad; Dictionnaire tibétain sanscrit)
- (chin.) Xiyu hebi Zhenzhu xianglian《戏语合璧•珍珠项链》